# Massimo Codol
Massimo Codol (Lecco, 27 februari 1973) is een Italiaans voormalig wielrenner.

## Belangrijke overwinningen
1997
GP Capodarco
2000
1e etappe Ronde van het Baskenland
Japan Cup
2005
1e etappe deel B Internationale Wielerweek

## Resultaten in voornaamste wedstrijden
| Jaar | Ronde van Italië | Ronde van Frankrijk | Ronde van Spanje |
| ---- | ---------------- | ------------------- | ---------------- |
| 1998 | 32e              |                     |                  |
| 1999 | opgave           |                     | 22e              |
| 2000 | 47e              |                     | 40e              |
| 2001 | 37e              |                     | 53e              |
| 2002 | opgave           |                     | 48e              |
| 2003 | 15e              |                     |                  |
| 2004 | 69e              |                     |                  |
| 2005 | 119e             |                     |                  |
| 2007 | 23e              |                     |                  |
| 2008 |                  |                     |                  |
| 2009 | opgave           |                     |                  |
| 2010 | 43e              |                     |                  |
| 2011 | 32e              |                     |                  |

| Jaar | Milaan-San Remo | Amstel Gold Race | Luik-Bast.‑Luik | Ronde van Lombardije | Waalse Pijl | Parijs-Tours |
| ---- | --------------- | ---------------- | --------------- | -------------------- | ----------- | ------------ |
| 1998 |                 |                  |                 |                      |             |              |
| 1999 |                 |                  | 51e             | 28e                  | 41e         | 90e          |
| 2000 |                 |                  |                 | 8e                   | 60e         | 80e          |
| 2001 |                 |                  | 37e             | 43e                  | 47e         |              |
| 2002 |                 |                  | 5e              | 36e                  | 27e         |              |
| 2003 |                 |                  |                 | 65e                  |             |              |
| 2004 |                 | opgave           | 63e             | 39e                  | 51e         |              |
| 2005 |                 | 51e              | 48e             | 46e                  | 57e         |              |
| 2007 | 126e            |                  |                 | opgave               |             |              |
| 2008 |                 |                  |                 | 40e                  |             |              |
| 2009 | 118e            |                  |                 | 61e                  |             |              |
| 2010 | opgave          |                  | 56e             |                      |             |              |
| 2011 | 62e             |                  |                 |                      |             |              |
| 2012 |                 |                  |                 | opgave               |             |              |